# La Planche
La Planche – miejscowość i gmina we Francji, w regionie Kraj Loary, w departamencie Loara Atlantycka.
Według danych na rok 2010 gminę zamieszkiwały 2382 osoby, a gęstość zaludnienia wynosiła 97 osób/km².